# Hybosorus orientalis
Hybosorus orientalis är en skalbaggsart som beskrevs av John Obadiah Westwood 1845. Hybosorus orientalis ingår i släktet Hybosorus och familjen Hybosoridae. Inga underarter finns listade i Catalogue of Life.